# Ceratobracon
Ceratobracon är ett släkte av steklar. Ceratobracon ingår i familjen bracksteklar.
Kladogram enligt Catalogue of Life:
| Ceratobracon | \| \| Ceratobracon adaniensis \| \| \| \| \| \| Ceratobracon orbicularis \| \| \| \| \| \| Ceratobracon stschegolevi \| \| \| \| |
|              | \| \| Ceratobracon adaniensis \| \| \| \| \| \| Ceratobracon orbicularis \| \| \| \| \| \| Ceratobracon stschegolevi \| \| \| \| |
|              | Ceratobracon adaniensis |
|              | |
|              | Ceratobracon orbicularis |
|              | |
|              | Ceratobracon stschegolevi |
|              | |